# Chincholi, Shorapur
Chincholi là một làng thuộc tehsil Shorapur, huyện Gulbarga, bang Karnataka, Ấn Độ.